# Mangfalltalbahn
La Mangfalltalbahn (letteralmente: "ferrovia della Valle del Mangfall") è una linea ferroviaria elettrificata che si snoda attraverso la Valle del Mangfall in Baviera, Germania, collegando Holzkirchen e Rosenheim. È usata normalmente per i collegamenti regionali ma assume anche il ruolo di itinerario sussidiario deviato della linea principale Monaco-Rosenheim in caso di necessità.

## Storia
La ferrovia venne realizzata come parte del progetto ferroviario della prima linea di collegamento tra Monaco, Rosenheim e Salisburgo denominata Bayerische Maximiliansbahn e costruita dal Regno di Baviera. Già il 24 settembre 1845 entrava in funzione una tratta Monaco di Baviera - Solln - Großhesselohe. Nel 1850 Joseph Anton von Maffei fondava una società ferroviaria per la costruzione della Monaco - Salisburgo; originariamente era previsto che passasse da Sendling, Hesselohe, Glonn e Kirchdorf fino a Rosenheim, tuttavia, Maffei indicò come più adatto il percorso via Holzkirchen - Mangfalltal che venne approvato perché così la ferrovia assolveva anche l'importante scopo di trasporto del carbone estratto nelle miniere di Hausham fino a Rosenheim. Un capolavoro di tecnica ingegneristica fu la costruzione del ponte Großhesseloher nel 1851. A causa delle difficoltà finanziarie della società di Maffei dal 1852 lo Stato bavarese si assunse el'onere di finanziare la costruzione già iniziata.
Il 24 ottobre 1857 il primo treno, proveniente da Monaco di Baviera, raggiungeva la Behelfsbahnhof Mangfalltal a Rosenheim. Venne interamente completata il 31 ottobre 1857.
La maggior parte delle strutture di ingegneria si sono conservate fino ad oggi. Il raddoppio progettato nel 1871 non venne realizzato in conseguenza della costruzione di un'altra linea di collegamento tra Monaco e Rosenheim via Grafing che ne prese il posto come itinerario principale.
Da Bad Aibling si diramava in passato una ferrovia a trazione elettrica per Bad Feilnbach oggi dismessa.
Nel 1971 la linea è stata elettrificata allo scopo di alleggerire il traffico della direttrice principale.

## Caratteristiche

### Percorso
| Straight track |

| Station on track |

| Station on track |

| Unknown route-map component "ABZgl" |

| Station on track |

| Unknown route-map component "eHST" |

| Station on track |

| Stop on track |

| Unknown route-map component "eHST" |

| Station on track |

| Unknown route-map component "eABZg+r" |

| Station on track |

| Stop on track |

| Station on track |

| Unknown route-map component "eHST" |

| Unknown route-map component "ABZg+l" |

| Unknown route-map component "ABZg+l" |

| Station on track |

| Unknown route-map component "ABZgl" |